# Hans Larsen-Bjerre
Pour les articles homonymes, voir Larsen et Bjerre.
Hans Larsen-Bjerre, né le 8 avril 1910 à Bjerre (Danemark) et mort le 1er septembre 1999 à Ålsgårde (Danemark), est un homme politique danois, membre des Sociaux-démocrates, ancien ministre et ancien député au Parlement (le Folketing).

### Sources
- (da) Cet article est partiellement ou en totalité issu de l’article de Wikipédia en danois intitulé « H. Larsen-Bjerre » (voir la liste des auteurs).